# ميك ماهون
ميك ماهون (بالإنجليزية: Mick Mahon)‏ هو لاعب كرة قدم بريطاني في مركز نصف الجناح، ولد في 17 سبتمبر 1944 في مانشستر في المملكة المتحدة. لعب مع بورت فايل وكولتشستر يونايتد ونادي ويمبلدون ونادي يورك سيتي.